# Hoàng tử lưu lạc
Hoàng tử lưu lạc (tiếng Trung: 薛平贵与王宝钏, tiếng Anh: Love Amongst War, Hán-Việt: Tiết Bình Quý và Vương Bảo Xuyến) là một bộ phim truyền hình thuộc thể loại dã sử – chính kịch của Trung Quốc được phát sóng trên Đài truyền hình Chiết Giang và đài JSBC vào năm 2012, với sự tham gia của ba diễn viên chính gồm Trần Hạo Dân, Tuyên Huyên và Hinh Tử.
Bộ phim dựa trên câu chuyện về Tiết Bình Quý, một nhân vật lịch sử trong các câu chuyện về dân gian Trung Quốc, và đồng thời còn đan xen chi tiết về cuộc đời của hoàng đế Đường Ý Tông, thái tử của hoàng đế Đường Tuyên Tông.